# Cabaret per una notte
Cabaret per una notte è stato un programma televisivo italiano trasmesso per tre stagioni ed in prima serata su Italia 1 dal 1986 al 1988.

## La trasmissione
Il programma fu una trasposizione televisiva del Festival di Cabaret di Loano che a sua volta fu uno dei più importanti degli anni ottanta. Ideato da Pierluigi De Lucchi Dagnino, andò in onda per tre anni consecutivi durante il mese di settembre e nella prima serata domenicale di Italia 1. 
Il programma contribuì a lanciare numerosi attori comici e cabarettisti che divennero popolari negli anni novanta, come Aldo e Giovanni (ancora senza Giacomo Poretti), Elio e le Storie Tese, Natalino Balasso e Flavio Oreglio.
Dopo tre anni, la trasmissione non fu più rinnovata. 
Nel 1990 Italia 1 realizzò un altro programma dedicato ai cabarettisti esordienti slegato dal Festival di Loano, intitolato Campione d'Italia della risata. ed in seguito il genere ottenne un notevole successo di pubblico grazie ad un'altra trasmissione della medesima rete, Zelig.

### Prima edizione
La prima edizione fu trasmessa il 21 settembre 1986 e fu condotta da Marco Columbro affiancato da Ernst Thole. La regia era di Antonio Gerotto e la fotografia di Franco Fratus.
I cabarettisti partecipanti a questa edizione erano Carlo Bianchessi, La Carovana (Cesare Gallarini e Marco Della Noce), Claudio Perosino, Jenky, Alix Ray, Atelier 2 TS, Roberto De Marchi, Gianni Rivieccio, i Peli Superflui (duo comico d'esordio di Natalino Balasso), Ananas Papaya y Cocco, (trio di esordio di  Bove e Limardi) Elio e le Storie Tese, Capra e Cavoli, Gli Alcuni e Aldo e Giovanni, quest'ultimi vincitori dell'edizione.
Ospiti della serata sono stati Giorgio Faletti, Enzo Jannacci, Francesco Salvi, Massimo Boldi e Enzo Braschi.

### Seconda edizione
La seconda edizione fu condotta da Giorgio Faletti e Roberta Termali e trasmessa il 13 settembre 1987 con la regia di Paolo Beldì e la fotografia di Massimo Manzato.
Tra i partecipanti esordienti di questa edizione si ricordano il mago Rex, Mario Zucca, i Figli di Bubba, Mauro Pagani, Roberto Gatto, Alberto Tonti, Leo Valli, Roberto Manfredi, Alfredo Nocera, Flavio Andreini, Bobo Radic, Lella Costa, Flavio Bertello, Enzo Capuano, Paolantoni e Sarcinelli, il mago Raul, Roby Carletta e Flavio Oreglio. I vincitori dell'edizione furono i Trioreno.
Walter Chiari, Paolo Rossi, Ernst Thole, Carlo Pistarino, Sergio Vastano, Mac Ronay ed Enzo Braschi parteciparono come ospiti.

### Terza edizione
La terza ed ultima stagione del programma andò in onda il 12 settembre 1988 e fu condotta da Licia Colò con il gruppo comico dei Trettré. Il regista fu Cesare Gigli ed il direttore della fotografia Aldo Solbiati, mentre i partecipanti alla competizione in questa edizione furono Andrea & Gomez, Anatoli Balasz (Natalino Balasso), Les Bonbons, Giangilberto Monti, Le Galline, Mirko Alvisi, Cardellino, Senza Senso, Carlo Barcellesi, Coletto e Marciano, Marco & Mauro, Lorenzo Castelluccio e Fulvio Falzarano. La giuria (composta tra gli altri da Paolo Panelli, Felice Andreasi, Enrico Beruschi, Antonio Ricci, Beppe Recchia e Cesare Perfetto) decise di proclamare vincitore il duo Taranto & Sepe
e gli ospiti della serata furono Gigi & Andrea e Arturo Brachetti.